# Битва під Переяславом
Битва під Переяславом (Битва на річці Трубіж) — битва між військами Київської Русі і печенігами, що завершилася перемогою військ Київської Русі. За різними джерелами бій відбувся 992 або 993 року, в цей час печеніги вкотре напали з грабіжницькими цілями на Київську Русь і прямували до Києва
.
Дізнавшись про це Великий київський князь Володимир Святославич із дружиною (професійними солдатами) зустрів кочівників печенігів на підступах до Києва, на річці Трубіж. Ставши при цьому на брід річки, ця позиція давала перевагу війську Київської Русі. Почався бій печеніги не встояли проти добре озброєної і досвідченої дружини Володимира Святославича та почали відступ.
Згідно з загальновизнаною версією, на честь цієї перемоги Володимир Святославич побудував місто Переяслав, біля броду на якому сталась битва. Хоча деякі дослідники висувають версію що він тільки почав стрімко розбудовувати поселення яке вже існувало до цього. Це тому що про час виникнення міста Переяслав літопис Повість врем'яних літ дає суперечливі відомості: з одного боку, Переяславль згадується під 907 роком у тексті договору Великого князя київського Олега з Візантією, з другого — під 993 роком розповідається про заснування Переяславля  Великим князем київським Володимиром Святославичем на місці, де були переможені печеніги. Правдивість версії заснування міста Володимиром Святославичем підтверджують археологічні дослідження. За припущенням Переяслав згаданий під 907 році міг існувати на іншому місті.